# Valle de Delaware
El valle de Delaware, área metropolitana de Filadelfia y oficialmente como área estadística metropolitana de Filadelfia-Camden-Wilmington por la Oficina de Administración y Presupuesto, es un área estadística metropolitana centrada en la ciudad de Filadelfia, en el estado estadounidense de Pensilvania. El área metropolitana tenía una población en el Censo de 2010 de 5.965.343 habitantes, convirtiéndola en la 5.º área metropolitana más poblada de los Estados Unidos. El área de metropolitana del Valle de Delaware comprende los condados de New Castle en Delaware; Cecil en Maryland; Burlington, Camden, Gloucester y Salem en Nueva Jersey; Bucks, Chester, Delaware, Montgomery, Filadelfia en Pensilvania, siendo Filadelfia la ciudad más poblada.

## Demografía
Según el censo de 2010, había 5.965.343 personas residiendo en el área metropolitana. La densidad de población era de 403,66 hab./km². De los 5.965.343 habitantes del área metropolitana, 4.068.351 eran blancos, 1.241.780 eran afroamericano, 16.340 eran amerindios, 295.766 eran asiático, 2.216 eran isleños del Pacífico, 202.007 eran de otras razas y 138.883 pertenecían a dos o más razas. Del total de la población 468.168 eran hispanos o latinos de cualquier raza.

## Principales ciudades del área metropolitana
Las siguientes ciudades de las áreas estadísticas metropolitanas (MSAs) están incluidas en las áreas estadísticas combinadas (CSA). Las principales ciudades en las MSA son las siguientes:
- Área estadística metropolitana de Filadelfia-Camden-Wilmington (MSA)
- Camden (Nueva Jersey)
- Filadelfia (Pensilvania)
- Wilmington (Delaware)

-Área estadística metropolitana de Reading (MSA)
- Reading (Pensilvania)

- Área estadística metropolitana de Vineland-Millville-Bridgeton (MSA)
- Bridgeton (Nueva Jersey)
- Millville (Nueva Jersey)
- Vineland (Nueva Jersey)